# Kızılkuyu, Kazımkarabekir
Kızılkuyu là một xã thuộc huyện Kazımkarabekir, tỉnh Karaman, Thổ Nhĩ Kỳ. Dân số thời điểm năm 2011 là 228 người.